# Michael Lange (amerikansk tv-instruktør)
 For alternative betydninger, se Michael Lange (flertydig). (Se også artikler, som begynder med Michael Lange)
Michael Lange (født 1 marts 1950) er en amerikansk tv-instruktør og pladeproducer .

## Biografi

### Tidlige liv
Michael Lange er født og opvokset lige uden for New York City, i Mamaroneck, New York og gik i Mamaroneck High School, hvor han var dybt involveret i musik og en smule i drama. Michael Lange udviklet første sin smag for drama i college, hvor han fungerede som både skuespiller og instruktør i en række produktioner. Selvom hans forældre ønskede at han blev læge, studere han teater på The George Washington University i Washington D.C. Efter college startede han sit eget teater i Teaneck, New Jersey , og var også aktiv i en række musikalske grupper.

### Karriere
Han har været instruktør for blandt andet: The OC , Beverly Hills 90210, Buffy - Vampyrernes Skræk , The X-Files, One Tree Hill og Dawson's Creek.